# João Câmara
João Câmara is een gemeente in de Braziliaanse deelstaat Rio Grande do Norte. De gemeente telt 31.518 inwoners (schatting 2009).

## Aangrenzende gemeenten
De gemeente grenst aan Bento Fernandes, Jandaíra, Jardim de Angicos, Parazinho, Pedra Preta, Poço Branco, Pureza en Touros.